# Motor tèrmic

Diagrama d'una màquina tèrmica motriu, on s'explica la diferència de temperatures entre el focus calent i el focus fred, les calors d'entrada i d'eixida, i el treball resultant W.

Un motor tèrmic és una màquina tèrmica motriu, és a dir, una màquina tèrmica amb òrgans motrius, o un motor de tipus tèrmic. Transforma energia tèrmica en treball mecànic per mitjà de l'aprofitament del gradient de temperatura entre una font de calor (focus calent) i un embornal de calor (focus fred). La calor es transfereix de la font a l'embornal i, durant aquest procés, una mica de la calor es converteix en treball per mitjà de l'aprofitament de les propietats d'un fluid de treball, normalment un gas o un líquid.

## Postulats de la termodinàmica
1. Qualsevol que sigui el procediment emprat per convertir la calor en treball o viceversa, hi ha una relació constant entre el treball desenvolupat i la calor consumida, sempre que l'estat final del sistema sigui igual a l'inicial. L'equivalent mecànic de la calor és 427 Kgm/kcal o en el sistema de normes internacionals ISO 4184 joule/1000 cal (cal = calories), sent un joule igual a 1 N x m ò Newton x metre (Newton en majúscula per ser un nom propi).
2. Una màquina tèrmica només pot fer treball si absorbeix calor d'una font a temperatura superior i el cedeix en part a un altre objecte capaç d'absorbir calor a temperatura inferior. És a dir, la calor no hom pot transferir d'un cos més fred a un altre de més calent.

## Principi bàsic de funcionament
En un motor tèrmic es produeixen una sèrie de transformacions que condueixen a un estat inicial (és a dir, té un cicle termodinàmic tancat). En el transcurs d'aquestes transformacions, el motor rep energia tèrmica en forma de calor i retorna energia mecànica en forma de treball.

### Eficiència dels motors tèrmics
L'eficiència de diversos motors tèrmics proposats o usats avui en dia oscil·la entre el 3% (97% de calor desaprofitat) per als sistemes de conversió d'energia tèrmica de l'oceà, el 25% per a la major part dels motors d'automòbils, el 35% per a una planta generadora de carbó supercrític, i el 60% per a una turbina de gas de cicle combinat amb refredament de vapor. Tots aquests processos obtenen la seva eficiència (o la perden) a causa de la depressió de la temperatura a través d'ells. Per exemple, els sistemes de conversió d'energia tèrmica de l'oceà fan servir una diferència de temperatura entre l'aigua sobre la superfície i l'aigua en les profunditats de l'oceà, és a dir, una diferència de potser 25 graus Celsius, de manera que l'eficiència ha de ser baixa. Les turbines de cicle combinat utilitzen cremadors de gas natural per escalfar aire fins a prop de 1.530 graus Celsius, és a dir, una diferència de fins a 1.500 graus, de manera que l'eficiència pot ser més gran quan s'afegeix el cicle de refredament de vapor.

## Classificació dels motors tèrmics
Per a la classificació dels motors tèrmics, a més dels criteris ja esmentats en el cas de màquines de fluid, es tenen en consideració dos aspectes addicionals:
- Si el fluid és condensador (aigua) o no condensador (aire).
- Si el procés és de combustió externa o interna.

### Motors de combustió interna
A les màquines de combustió interna, els gasos de la combustió són els que circulen per la mateixa màquina. En aquest cas, la màquina serà necessàriament de cicle obert, i el fluid motor serà l'aire (no condensada) emprat com comburent en la combustió.
| Motors de combustió interna |
| --------------------------- |

| Rotatiu    | Turbomàquines                  | Turbina de gas de cicle obert                                       |
| Rotatiu    | Volumètric                     | Motor Wankel, Quasiturbina                                          |
| Alternatiu | Encesa per compressió          | Motor dièsel                                                        |
| Alternatiu | Encesa provocada               | Motor d'explosió (Otto, Miller, de mescla pobra, de Cicle Atkinson) |
| Reacció    | Motor coet                     | Coet espacial de propulsant líquid/sòlid                            |
| Reacció    | Aerorreactors sense compressor | Estatorreactor Pulsoreactor                                         |
| Reacció    | Aerorreactors amb compressor   | Turboreactor Turbofan turbohèlice                                   |

#### Motors de combustió externa
Si la combustió és externa, la calor de la combustió es transfereix al fluid a través d'una paret, per exemple en un intercanviador de calor. Aquest tipus de màquines no exigeix un procés de combustió, com succeeix a les instal·lacions nuclears, si bé és el procediment usual. Atès que el fluid motor no pateix cap degradació, aquestes màquines poden ser de cicle tancat, a la qual cosa actualment es tendeix per raons econòmiques.
| Motors de combustió externa |
| --------------------------- |

| Fluid condensables    | Turbomàquines | Turbina de vapor cicle obert o tancat |
| Fluid condensables    | Alternatiu    | Màquina de vapor cicle obert o tancat |
| Fluid no condensables | Turbomàquines | Turbina de gas de cicle tancat        |
| Fluid no condensables | Alternatiu    | Motor Stirling                        |

 NOTA: Els motors volumètrics rotatius i de reacció no han estat desenvolupats.